# 臂臑穴
臂臑穴是属于手陽明大腸經的腧穴。

## 定位
三角肌止點處，曲池與肩髃連線上，曲池上7寸。

## 主治
肩臂疼痛、頸項拘攣等。

## 操作
直刺或向上斜刺0.8～1.5寸；可灸。